# یاسن آتاناسیادیس
یاسن آتاناسیادیس (به انگلیسی: Iason Athanasiadis) خبرنگار، روزنامه نگار، عکاس، و محقق یونانی دانشگاه هاروارد است. او فرزند Georgios Fowden  و Polymnia Athanasiadis که یک استاد دانشگاه است می‌باشد، و در آتن دوران جوانی خود را سپری کرد.
یاسون دارای مدرک کارشناسی از دانشگاه آکسفورد انگلیس و مدرک کارشناسی ارشد از دانشکده روابط بین‌الملل وزارت امور خارجه در تهران است. او هم‌اکنون در دانشگاه هاروارد به تحقیقات خود راجع به ایران ادامه می‌دهد.
یان زبان فارسی را به راحتی تکلم می‌کند، و مدت زیادی را در ایران زندگی کرده، و در این مدت فعالیت‌های فرهنگی بسیاری (از جمله برپایی نمایشگاه عکس از فرهنگ ایران در آمریکا) داشته‌است.
او به عنوان گزارشگر، عکاس، خبرنگار، و تحلیلگر مسائل سیاسی برای کریستین ساینس مانیتور، واشنگتن تایمز، الاهرام، فاینانشال تایمز، هرالد تریبون، الجزیره، و روزنامه گاردین اشتغال داشته‌است.

## ناآرامی‌های انتخابات ریاست جمهوری ایران
آتاناسیادیس که از طرف مرکز گزارش بحران پولیتزر در انتخابات دهم ریاست جمهوری در ایران به سر می‌برد، در ۱۷ ژوئن ۲۰۰۹ در فرودگاه بین‌المللی امام خمینی توسط نیروهای امنیتی جمهوری اسلامی ایران دستگیر شده و در اسارت بسر می‌برد. دانشگاه هاروارد خواستار آزادی او گردیده‌است.